# Agnes Dusart
Agnes Dusart (Tienen, 27 februari 1962) is een Belgisch voormalig (baan)-wielrenster.

## Carrière
Dusart won driemaal de Belgisch titel op de weg en eenmaal die in het tijdrijden. Ze won tal van wedstrijden en nam in 1988 deel aan de Olympische Spelen waar ze 36e werd.

## Overwinningen

### Baan
| Jaar  | BK            | EK    | WK    | Overige |
| Elite | Elite         | Elite | Elite | Elite   |
| ----- | ------------- | ----- | ----- | ------- |
| 1986  | achtervolging |       |       |         |
| 1987  | achtervolging |       |       |         |

### Weg
1986
 Belgisch kampioenschap op de weg
1987
 Belgisch kampioenschap op de weg
 Belgisch kampioenschap tijdrijden
1988
 Belgisch kampioenschap op de weg
 Belgisch kampioenschap tijdrijden